# Nella gola del morto
Nella gola del morto (titolo originale The Gun With Wings), pubblicato in Italia anche con il titolo Nero Wolfe - La pistola alata è la tredicesima novella gialla di Rex Stout con Nero Wolfe protagonista.

## Storia editoriale
Il racconto fu pubblicato per la prima volta nel numero di dicembre 1949 sulla rivista The American Magazine e in formato libro nella raccolta Curtains for Three nel 1951.

## Trama
Nonostante la polizia sia convinta che il famoso tenore del Metropolitan Opera Alberto Mion si sia suicidato, la vedova crede fermamente che sia avvenuto un omicidio. Quando infatti ha visto per la prima volta la scena del crimine, la pistola non si trovava accanto al cadavere del marito, ma su una mensola a qualche metro di distanza. Wolfe deve però spiegare, se si è trattato di un delitto, come abbia fatto l'assassino a mettere la pistola in bocca a Mion e a sparargli senza che il tenore abbia opposto resistenza.

### Personaggi principali
- Nero Wolfe: investigatore privato
- Archie Goodwin: assistente di Nero Wolfe e narratore di tutte le storie
- Alberto Mion: cantante lirico
- Margaret Mion: vedova di Alberto
- Frederick Weppler: critico musicale
- Gifford James: baritono
- Clara James: figlia di Gifford
- Rupert Grove: agente teatrale
- Adele Bosley: capo ufficio stampa del Teatro dell'Opera
- Nicholas Lloyd: medico
- Cramer: ispettore della Squadra Omicidi
- Purley Stebbins: sergente della Squadra Omicidi

## Critica
"Questa è una storia ingiustificatamente trascurata, ben scritta, in stile non enfatico, con indizi leali, che nelle mani di un autore con meno talento (o meno paziente) avrebbe potuto essere espansa alla piena lunghezza di un romanzo. Quando la Ellery Queen's Mystery Magazine ristampò questa storia nei primi anni sessanta, i riferimenti sportivi di baseball a Jackie Robinson vennero cambiati in Mickey Mantle e Roger Maris. C'è da chiedersi se Stout abbia cambiato i nomi di sua iniziativa per "aggiornare" la storia o se fu Fred Dannay a suggerire i cambiamenti."

## Edizioni
- Rex Stout, Buon anno con Nero Wolfe, traduzione di Laura Grimaldi, collana Supergiallo Mondadori (n. 24), Arnoldo Mondadori Editore, 2002,  p. 333, ISSN 1123-0797 (WC · ACNP).